# Elbehaven
De Elbehaven is een haven in het westen van het Europoort-gebied in Rotterdam en ligt in de Beneluxhaven aan het Calandkanaal.